# Velvet Assassin
Velvet Assassin es un videojuego de sigilo desarrollado por Replay Studios y publicado por SouthPeak Games. Fue lanzado para Microsoft Windows y Xbox 360 en 2009 y en Mac App Store en 2013. El título provisional de Velvet Assassin era Sabotage. Los jugadores toman el control de Violette Summer, una espía británica del Servicio Secreto de Inteligencia de la era de la Segunda Guerra Mundial que opera muy detrás de las líneas enemigas, intentando ayudar a frustrar el esfuerzo bélico nazi. La historia del juego se inspiró en una agente secreta/saboteadora de la vida real Violette Szabo.

## Trama
Nacida en Dorset, Violette Summer (con la voz de Melinda Y. Cohen) creció en una familia feliz y tuvo una infancia tremenda y activa. Inicialmente, comenzó a trabajar en un salón de belleza antes de que el estallido de la guerra la inspirara a mudarse a Londres y unirse a la industria armamentista. No pasó mucho tiempo antes de que el Servicio Secreto se fijara en ella, ya que era hermosa, atlética y tenía gran atención a los detalles. Pronto fue reclutada por el Servicio Secreto de Inteligencia durante las horas más oscuras de Gran Bretaña. Violette había perdido a una tía durante uno de los primeros bombardeos de la Luftwaffe y, para agravar aún más su dolor, más tarde perdió a su marido de la Royal Air Force en batalla. Sin embargo, Summer tenía una voluntad fuerte y utilizó estas dolorosas experiencias para inspirarla a tener éxito como espía del SIS.
Summer logró llevar a cabo varias misiones con éxito antes de ser gravemente herido por un francotirador en una misión para matar a Kamm, un oficial de inteligencia militar nazi. En estado de coma en un hospital de Francia, Violette revive momentos críticos en una serie de flashbacks. La mayor parte del juego tiene lugar durante estos flashbacks. Las misiones incluyen volar un depósito de combustible en la Línea Maginot, asesinar a un coronel en una catedral en París, robar documentos y marcar un sub-pendiente para bombarderos en Hamburgo durante la [[Operación Gomorra] ]], y encontrar tres agentes secretos en Varsovia. Avanzando por el sistema de alcantarillado de la ciudad, encuentra a un agente gravemente herido y otro muerto por intoxicación por cianuro. Ella pasa por el Ghetto de Varsovia, donde los residentes fueron detenidos o ejecutados, Violette se abre paso hasta la prisión de Pawiak de la Gestapo para darle cianuro al tercer agente. .
Entre estos recuerdos, se muestran escenas del hospital con dos hombres discutiendo si mantener viva a Violette, entregarla a los Schutzstaffel o matarla para salvarla de la tortura si es capturada por los nazis. Su ubicación está comprometida y Violette despierta del coma y encuentra a las tropas enemigas entrando al hospital. Al escapar de ellos, Violette descubre que los aldeanos están siendo asesinados o detenidos por una fuerza de la Brigada Dirlewanger, una brutal unidad de convictos de las SS, y llevados a la iglesia. Después de encerrar a los aldeanos, los soldados prendieron fuego a la iglesia. Violette no logra liberar a los aldeanos y colapsa debido al agotamiento físico y emocional. Se muestra que el líder enemigo es Kamm, cuyo rostro fue quemado por el intento de asesinato de Violette. En los créditos finales, se muestra a Violette con su bata de hospital, parada en un acantilado con vistas a un avión alemán.

## Jugabilidad
Cuando comienza el juego, se ve a Violette acostada en una cama de hospital desde arriba. Hay jeringas de morfina esparcidas por su cama y la afluencia de drogas en su sistema crea una serie de sueños que le permiten contar sus misiones pasadas. Los jugadores tienen que esconderse en las sombras para evitar ser detectados. Como juego de sigilo, la iluminación juega un papel importante. El HUD proporciona a los jugadores una silueta de Violette, que puede estar en uno de tres estados. Púrpura significa que está escondida en las sombras e invisible para los enemigos, blanco significa que está expuesta a la luz pero aún no detectada y rojo significa que ha sido detectada y los enemigos buscan su posición. Tendrá que luchar o escapar si la ven.
El juego emplea un salvavidas único si se detecta llamado "Modo Morfina". Cuando se activa, Violette aparece en su bata de hospital con gotas de sangre en la pantalla. Violette puede ejecutar a cualquier guardia alertado o escapar por un tiempo limitado. Los jugadores tienen un uso limitado del salvavidas de morfina. El juego también utiliza ocasionalmente "Blend Stealth". Si Violette adquiere un uniforme de SS femenino, puede cambiar su vestimenta en puntos predefinidos del juego. Cuando Violette usa el uniforme de las SS, los guardias no la identificarán como una amenaza a menos que se acerque demasiado a ellos o realice una acción sospechosa, como apuntar con un arma.
Las habilidades de Violette se pueden mejorar encontrando una variedad de objetos coleccionables repartidos por todo su entorno. Una vez que el jugador alcanza los 1000 puntos de experiencia, sus habilidades se pueden mejorar de una de tres maneras: Sigilo mejorado (furtivo), Morfina o Fuerza. El jugador puede mejorar sus habilidades según el estilo de juego individual.

## Promoción
SouthPeak Games trabajó con el animador Peter Chung para producir una novela gráfica digital de edición limitada basada en el juego. La novela se distribuyó exclusivamente a los clientes que reservaron el juego en GameStop.
Violette's Dream fue una experiencia interactiva para promover Velvet Assassin. Creado por Yomi Ayeni y producido por Expanding Universe, una productora con sede en el Reino Unido, el ARG envió a los participantes a una búsqueda en la vida real de tesoros escondidos y lingotes de oro reales estampados con insignias nazis. Utilizando diversos medios de comunicación, así como actuaciones y eventos de la vida real, los jugadores trabajaron a través de una historia interactiva y se relacionaron con varios personajes y organizaciones. Un lingote de oro se encontró en un depósito en Fredericksburg, Texas, el otro en la estación Victoria de Londres.

## Recepción
Velvet Assassin recibió críticas "mixtas" en ambas plataformas según el sitio web agregación de reseñas Metacritic.
IGN lo calificó con 5/10, citando mecánicas de sigilo inconsistentes y una historia débil. GameSpot's revisión, sin embargo, no estuvieron de acuerdo y lo llamaron "una mirada poderosa e inquietante a uno de los períodos más oscuros de la historia". Sin embargo, criticaron la pobre IA del juego y el "pésimo manejo de armas". GameZone elogió el estilo e historia del juego, pero no le gustaba la previsibilidad de los enemigos. En Japón, donde la versión de Xbox 360 fue portada y publicada por Ubisoft el 17 de septiembre de 2009, [ [Famitsu]] le dio una puntuación de 28 sobre 40.